# HMS Ark Royal (1587)

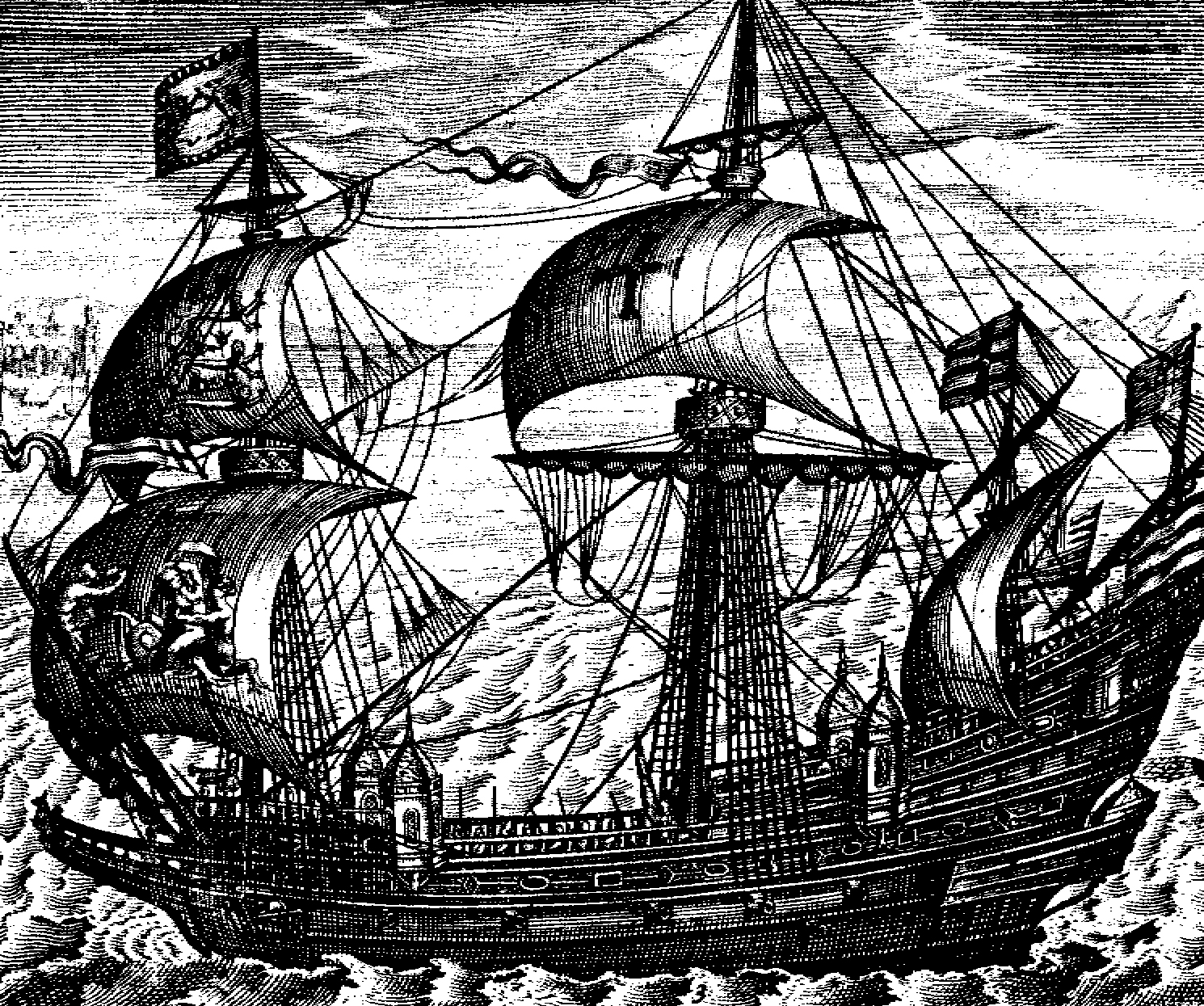
Az Ark Royal

A HMS Ark Royal egy angol galleon (a.m. spanyol vitorlás) eredetileg Sir Walter Raleigh-nak készült, csak később vették át a Royal Navy kötelékébe. Sok összecsapásban volt a flotta zászlóshajója, azokat a csatákat is beleértve, amelyek a spanyol Legyőzhetetlen Armada vereségével végződtek. A hírneve a későbbiekben a Royal Navy több hadihajójának kölcsönözte nevét.

## Építése és korai évek
Az Ark Royalt eredetileg Deptfordban építették R. Chapman hajóépítő műhelyében. A hajót Arknak nevezték el, majd Ark Raleigh-nek keresztelték át, követve azt az egyezményt, hogy a hajó a tulajdonosának a nevét viseli. A korona, Erzsébet királynő idejében, 1587 januárjában vette át a hajót Raleigh-től, 5000 fontért (bár ezt az összeget nem kapta meg Raleigh, mivel tartozott a királynőnek). Ekkor kapta az Ark Royal nevet.

## Pályafutása
Hirnevét a spanyol Armada ellen alapozta meg, amikor az angol flotta egyik legnagyobb hajójaként Charles Howard, (Lord Howard of Effingham) zászlóshajója volt. Az Armada első veszteségei után az Ark Royal vezette a menekülő hajók üldözését az Északi-tengeren és Forth Firth-en túl. 1596-ban szintén Howard zászlóshajójaként szolgált, amikor Cádizon rajtaütöttek, ami nagy pusztítással végződött. 1599 folyamán megint zászlóshajó volt, mikor egy újabb spanyol invázió fenyegetett. VI. Jakab angol trónra kerülésekor átkeresztelték hitvese (Anna) után, Anne Royal-nak. Ekkor Phineas Pett 1608-ban 42 ágyús hajóvá újjáépítette Woolwich Dockyard-ban, 1625 Lord Wimbledon zászlóshajójaként Cádizt támadták meg, de az elégtelen előkészület miatt ez katasztrófával végződött.

## Pusztulása
1636 áprilisáig szolgálatban maradt, amikor áthajózott a River Medway-ről, hogy Sir John Pennington zászlóshajója legyen. Az úton elvesztette horgonyát, majd elsüllyedt a folyón. Kiemelték, de a helyreállítás túl költségesnek bizonyult, s azután 1638-ban szétszedték.

## Fordítás
Ez a szócikk részben vagy egészben  a   HMS Ark Royal (1587) című angol Wikipédia-szócikk fordításán alapul.  Az eredeti cikk szerkesztőit annak laptörténete sorolja fel. Ez a jelzés csupán a megfogalmazás eredetét és a szerzői jogokat jelzi, nem szolgál a cikkben szereplő információk forrásmegjelöléseként.